# نبرد بغداد (۱۶۲۵)
نبرد بغداد که در ۱۶۲۵ میلادی (آبان ۱۰۰۴ خورشیدی) آغاز شد، رزمی بود که دولت عثمانی در زمان مراد چهارم برای پس‌گیری شهر بغداد از شاه عباس یکم انجام داد. این آورد پیرو فتح بغداد بود که در سال ۱۶۲۳ روی داد. قوای عثمانی پس از چندین ماه جنگ موفق به پس‌گیری بغداد نشدند.

## پیش زمینه
فتح بغداد (۲۵ ژانویه ۱۶۲۳ میلادی برابر با ۵ بهمن ۱۰۰۱ خورشیدی) نبردی بود که بین قراچقای خان سردار سپاه شاه عباس یکم و نیروهای عثمانی حاکم بر شهر بغداد روی داد. این شهر مدت ۹۰ سال و از زمان شاه طهماسب در اختیار امپراطوری عثمانی بود. لشکر عثمانی در جبهه‌های مختلف و در دروازه شهر بغداد از قوای ایرانی شکست خورده و بغداد به دست شاه عباس می‌افتد.

## اقدام عثمانی برای پس گیری شهر
مراد چهارم شاه عثمانی در نوامبر ۱۶۲۵ میلادی (آبان ۱۰۰۴ خورشیدی)، حافظ احمد پاشا وزیر اعظم را به فرماندهی کل قوا منصوب و با لشکری بزرگ راهی بغداد کرد. در آغاز کار به علت خیانت مقراوخان گرجی، گرجستان به دست عثمانی افتاد و در کرکوک نیز آن‌ها یک نیروی فرعی ایرانی را شکست دادند. حافظ احمد پاشا که شرایط را خوب دید عازم بغداد شد و شهر را از سه سوی محاصره کرد. خطوط عثمانی در شرق رود دجله به خوبی تدارک شده بود. در این هنگام یک نیروی ضربتی صفوی با گذر از خطوط قوای عثمانی، باروت و سرب فراوان از انبارهای آن‌ها به سرقت برد.

## نزدیک شدن سپاه شاه عباس یکم به بغداد
شاه صفوی که می‌دانست نیروهای مدافع بغداد به تنهایی نمی‌توانند در برابر لشکر بزرگ عثمانی پایداری کنند، هر چه سریع‌تر سپاه بزرگ خود را به سوی شهر محاصره شده بغداد پیش راند. بارندگی و گل و لای زیاد نیز سرعت او را کند کرده بود.

## جنگ در پشت دیوارهای قلعه
سربازان عثمانی که مایل بودند بغداد را پیش از سر رسیدن شاه عباس تسخیر کنند در آغاز با آتش توپخانه دیوار شهر را به رگبار بستند ولی دیوار آن قدر ضخیم بود که فقط سوراخ‌های کوچکی در آن ایجاد شد. خندق ایجاد شده در مقابل دژ نیز مانع دیگر بر سر راه قوای عثمانی‌ها بود که سبب شد به فرمان حافظ پاشا درختان منطقه بریده شده و بر روی گودال ریخته شود. اما نیروهای داوطلب به کمک اعراب شبانه درختان را به داخل قلعه منتقل کردند تا خندق پر نشود. به گفته گشتال نویسنده کتاب تاریخ امپراطوری عثمانی، ۵۲ نقب در طی ۲ ماه ضد بغداد زده شد اما نیروهای مدافع همه را منهدم کردند. ضربات مکرر توپخانه نیز اثر کاری نداشت و هر نقطه مشکلی ایجاد می‌شد، مدافعان با ساختن یک دیوار نو در پشت دیوار خسارت دیده به تقویت آن می‌پرداختند. تا پیش از فرارسیدن سپاه شاه عباس یکم، تعداد زیادی از قوای عثمانی زخمی شده یا جان خود را از دست دادند.

## رسیدن لشکر صفوی
پس از ۷ ماه محاصره بغداد، شاه عباس به بغداد می‌رسد. سپاه عثمانی میان ارتش شاه عباس و مدافعان قلعه قرار می‌گیرند. شاه عباس یکم دستور داد سه روز تمام مواضع عثمانی‌ها را با توپ و تفنگ مورد آتشباری قرار دهند. سپس حملات پراکنده را ضد آنان سامان داد. شاه صفوی چون عثمانی‌ها بعد از ۶ ماه مبارزه، اردوی خود را در پیرامون شهر تبدیل به دژی قوی کرده بودند از حمله اصلی اجتناب کرد. تصمیم شاه این بود که از طریق یورش به خطوط تدارکاتی و محاصره قوای دشمن، ضربه به عثمانی بزند. وی پس از بستن خط موصل - بغداد و دیاله به سراغ نیروهای اعزامی از بصره رفت و بر خط بصره - بغداد مسلط شد.

## ورود به اردوی عثمانی
به گفته گشتال در کتاب تاریخ امپراطوری عثمانی، یک گروه ۱۵۰۰ نفره از سواران قزلباش به فرمان باتالیان نیز پس از آنکه آگاه شد قرار نیست به زودی رزمی در بگیرد به نزد شاه رفته و گفتند ما می‌خواهیم یا عثمانی‌ها را شکست دهیم یا تا آخرین نفر کشته شویم. شاه نیز پیشنهاد باتالیان را قبول کرد چرا که می‌دانست این تک ناگهانی می‌تواند روحیه عثمانی را بکاهد و بر عکس موجب تقویت انگیزه سربازان قزلباش می‌گردد. پیرو پذیرش شاه با حمله، نیروهای ضربتی با شتاب خویش را به سوی سنگرهای عثمانی رسانده و نخستین دسته سواران عثمانی را که تحت دستور مراد پاشا بودند از سر راه برداشتند و با داخل شدن به اردو، مبادرت به کشتار سربازان عثمانی کردند. آن‌ها پس از گذشت از صفوف ینی چری عثمانی خود را به خندق نیز رساندند. باتالیان و هم‌رزمانش پس از کشتار زیاد عثمانیان همگی به قتل رسیدند.

## آخرین حمله عثمانی
واپسین یورش قوای عثمانی نیز به شدت سرکوب شد و قحطی و مریضی نیز به شکل سختی شایع شده بود. با ارسال شبانه آذوقه به مدافعان بغداد در داخل دژ، عثمانیان راهی جز عقب نشینی پیدا نکردند. نهایتاً" به دلیل شورش ینی چریان، قحطی، مریضی و مرگ بسیاری از سربازان عثمانی، قوای عثمانی به عقب رانده شدند. پس از فتح بغداد طی جنگ‌های دیگری کل عراق عرب به خاک ایران پیوست.